# My Fair Lady (musical)
My Fair Lady is een musical gebaseerd op het toneelstuk Pygmalion (1912) van George Bernard Shaw. De tekst werd geschreven door Alan Jay Lerner en de muziek door Frederick Loewe. De musical werd bekroond met een Tony Award.

## Geschiedenis
De wereldpremière vond plaats in 1956 in het Mark Hellinger Theatre op Broadway. Julie Andrews speelde Eliza Doolittle, de Britse acteur Rex Harrison nam de rol van professor Higgins voor zijn rekening en de eveneens Britse Stanley Holloway was schelm en vuilnisman Alfred Doolittle.
In de gelijknamige filmversie My Fair Lady uit 1964, die onder meer acht Oscars won, hielden Rex Harrison en Stanley Holloway de rol die ze in de musical speelden. Julie Andrews werd echter vervangen door Audrey Hepburn.
In Nederland werd de musical door de jaren heen in meerdere versies opgevoerd, steeds met de vertaling door Seth Gaaikema. In 1963 en rond 1978 zijn er ook Vlaamse uitvoeringen geweest. In de Vlaamse versie in de Billiart Palace te Antwerpen speelde Denise De Weerdt de rol van Eliza Doolittle en Alex Van Royen was Professor Higgins. Johan Kaart vertolkte steeds Alfred Doolittle.
De titel van het stuk is een woordspeling. De letterlijke betekenis van My Fair Lady is Mijn schone vrouw, maar Myfair is tevens de manier waarop in Cockney de wijk Mayfair wordt uitgesproken. In deze chique wijk speelt het verhaal zich af.

## Synopsis
My Fair Lady speelt zich af in Londen in het jaar 1912.
Eliza Doolittle is een jonge vrouw uit de arbeidersklasse die bloemen verkoopt op Covent Garden. Ze heeft weinig manieren en ze praat plat Engels. Op een dag zien Henry Higgins en kolonel Pickering haar bloemen verkopen op de markt. Higgins gaat een weddenschap aan met zijn vriend kolonel Pickering dat hij erin zal slagen om Eliza in korte tijd niet alleen perfect Engels te leren maar haar ook de gangbare etiquette in de hogere kringen eigen te maken. Hij slaagt uiteindelijk in zijn opzet, maar tijdens het proces is Eliza zodanig geëmancipeerd geraakt, dat zij aangeeft niet langer afhankelijk te zijn van Higgins en haar eigen weg te kunnen gaan.

## Oorspronkelijke rolbezetting
- Julie Andrews: Eliza Doolittle
- Rex Harrison: Henry Higgins (tot 23 december 1957)
- Robert Coote: Kolonel Pickering
- Stanley Holloway: Alfred P. Doolittle
- Cathleen Nesbitt: Mrs. Higgins
- John Michael King: Freddy Eynsford-Hill
- Viola Roache: Mrs. Eynsford-Hill
- Philippa Bevans: Mevrouw Pearce
- Maribel Hammer: Queen of Transylvania
- Christopher Hewett: Zoltan Karpathy
- Rod McLennan: Jamie / Ambassador
- Olive Reeves-Smith: Mrs. Hopkins / Lady Boxington
- Gordon Dilworth: Harry / Lord Boxington
- Barton Mumaw: Chauffeur / Constable
- Paul Brown: Flunkey / Bartender
- Reid Shelton: First Cockney / Butler
- Glenn Kezer: Second Cockney / Servant
- James Morris: Third Cockney
- Herb Surface: Fourth Cockney
- Judith Williams: Mrs. Higgins' Maid

## Nederlandse versies
| Rol                                    | Cast 1960-1962 (Willy Hofman, Piet Meerburg & Lars Schmidt) | Cast 1972-1973 (Opera Forum i.s.m. Willy Hofman, Piet Meerburg & Lars Schmidt) | Cast 1994-1996 (Joop van den Ende Theaterproducties)                                                         | Cast 2006-2007 (Joop van den Ende Theaterproducties/Stage Entertainment) | Cast 2017-2018 (De Graaf & Cornelissen Entertainment)           |
| -------------------------------------- | ----------------------------------------------------------- | ------------------------------------------------------------------------------ | --- | ------------------------------------------------------------------------ | --------------------------------------------------------------- |
| Henry Higgins                          | Wim Sonneveld, Eduard Palmers                               | John van Dreelen, Jacco van Renesse                                            | Paul van Vliet                                                                                               | Thom Hoffman, Hugo Haenen (alternate)                                    | Chris Tates                                                     |
| Understudy                             |                                                             |                                                                                | Huib Rooymans                                                                                                | Barend van Zon                                                           | Raymond Kurvers                                                 |
| Eliza Doolittle                        | Margriet de Groot, Dorien Mijksenaar, Jasperina de Jong     | Janneke Lucardie                                                               | Vera Mann, Ryan van den Akker, Doris Baaten                                                                  | Céline Purcell                                                           | Esmée Dekker                                                    |
| Understudy                             |                                                             |                                                                                | Ineke van Klinken                                                                                            | Suzan Seegers, Sophie Veldhuizen                                         | Willemijn Maandag                                               |
| Alfred Doolittle                       | Johan Kaart , Joop Doderer                                  | Joop Doderer                                                                   | Piet Bambergen, Hans Boskamp                                                                                 | Bob Fosko                                                                | Han Oldigs                                                      |
| Understudy                             |                                                             |                                                                                | James Hutchinson                                                                                             | Simon Zwiers, Leo Hogenboom                                              | Raymond Kurvers, Yannick Plugers                                |
| Kolonel Pickering                      | Paul Storm, Wim Hoddes, Matthieu van Eysden                 | Harry Emmelot                                                                  | Huib Rooymans                                                                                                | Hugo Haenen,                                                             | Alfred van den Heuvel                                           |
| Understudy                             |                                                             |                                                                                | Albert Kamphuis, Pieter Ruigrok                                                                              | Leo Hogenboom, Simon Zwiers                                              | Raymond Kurvers, Martijn van Voskuijlen                         |
| Freddy Eynsford-Hill                   | Richard Prince, Marc Alexandre                              | Jacco van Renesse, Frans Icke                                                  | Bas Groenenberg, Paul Vaes                                                                                   | Barend van Zon                                                           | Yoran de Bont                                                   |
| Understudy                             |                                                             |                                                                                | Marc Olboeter Verhoeven                                                                                      | Guido Gottenbosch, Roel Vankerckhoven, Rutger Bulsing                    |                                                                 |
| Mevrouw Higgins                        | Georgette Rejewski                                          | Georgette Rejewski                                                             | Trees van der Donck                                                                                          | Marlies van Alcmaer, Gerrie van der Klei (alternate)                     | Sjoukje Hooymaayer, Gerrie van der Klei (alternate)             |
| Understudy                             |                                                             |                                                                                | Ine Kühr | Yvonne Valkenburg                                                        | Esther van Boxtel                                               |
| Juffrouw Pearce                        | Mary Smithuysen, Sepha Dierikx                              | Karin Larsen                                                                   | Ine Kuhr | Maria Stiegelis                                                          | Ellen Röhrman                                                   |
| Understudy                             |                                                             |                                                                                | Anita Rol, Yolanda Germain                                                                                   | Yvonne Valkenburg, Mo Marcus                                             | Esther van Boxtel                                               |
| Mevrouw Eynsford-Hill/ Mevrouw Hopkins | Joekie van der Valk, Jennie Veeninga                        | Louise Maertens (Mevrouw Eynsford-Hill)/ Tineke van Leer (Mevrouw Hopkins)     | Frédérique Sluyterman van Loo (Mevrouw Eynsford-Hill)/ Marij van den Boom, Yolanda Germain (Mevrouw Hopkins) | Yvonne Valkenburg                                                        | Esther van Boxtel (Mevrouw Eynsford-Hill)                       |
| Understudy                             |                                                             |                                                                                | |                                                                          | Joke van Robbroeck, Liesanne van Dongen (Mevrouw Eynsford-Hill) |
| Zoltan Karpathy                        | Eduard Palmers                                              | Henk Boelhouwers                                                               | James Hutchinson                                                                                             | Leo Hogenboom                                                            | Raymond Kurvers                                                 |
| Understudy                             |                                                             |                                                                                | |                                                                          | Martijn van Voskuijlen                                          |

## Muzikale nummers
Tussen haakjes Nederlandse titels

### Eerste akte
- Overture - Instrumentaal
- Why can't the English (Is hier nu niemand?) - Professor Higgins en omstanders
- Wouldn't it be loverly (Sou dat nou niet salig sijn?) - Eliza Doolittle, bloemenmeisjes & venters
- With a little bit of luck (As het effe kan) - Alfred P. Doolittle, venters & bloemenmeisjes
- I'm an ordinary man (Ik ben een doodgewone man) - Professor Higgins
- Just you wait (Wacht maar af, Henry Higgins) - Eliza Doolittle
- Servants chorus (Ach, professor Higgins) - Juffrouw Pearce, butler, dienstmeisje, bedienden, Eliza Doolittle & professor Higgins
- The rain in Spain (Het Spaanse graan heeft de orkaan doorstaan) - Professor Higgins, Eliza Doolittle & kolonel Pickering
- I could have danced all night (Kom terug en dans met mij) - Eliza Doolittle, juffrouw Pearce & dienstmeisjes
- Ascot Gavotte - Mevrouw Eynsford-Hill, Freddy Eynsford-Hill, Lady Boxington, Lord Boxington, ladies & lords
- On the street where you live (De straat waar jij woont) - Freddy Eynsford-Hill

### Tweede akte
- Embassy waltz (Ambassadebal) - instrumentaal
- You did it (Je bent fantastisch) - kolonel Pickering, juffrouw Pearce, professor Higgins, butler, dienstmeisjes & bedienden
- Just you wait [reprise] (Wacht maar af, Henry Higgins) - Eliza Doolittle
- On the street where you live [reprise]/Show me (De straat waar jij woont/Doe iets) - Freddy Eynsford-Hill & Eliza Doolittle
- Wouldn't it be loverly [reprise]) (Sou dat nou niet sallig sijn?) - Eliza Doolittle & venters
- Get me to the church on time (As ik straks de kerk maar haal) - Alfred P. Doolittle, Harry, Jamie, George, bloemenmeisjes & venters
- A hymn to him (1960: Een loflied op hem) (1994: Waarom zijn vrouwen niet net als de man) - Professor Higgins, kolonel Pickering & juffrouw Pearce
- Without you (Zonder jou) - Eliza Doolittle
- Accustomed to her face (Ik voel opeens dat ik haar mis) - Professor Higgins